# طاردة مركزية غازية

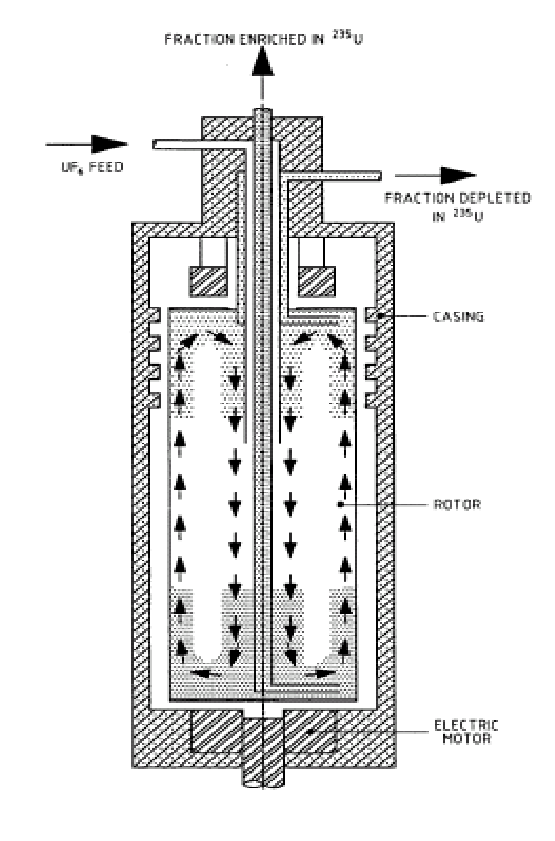
مخطط طاردة مركزية غازية.

الطاردة المركزية الغازية (أو جهاز الطرد المركزي الغازي ) هو جهاز يستخدم من أجل فصل النظائر في الحالة الغازية، ويعتمد المبدأ فيه على قوة الطرد المركزي النابذة التي تسرّع (تعجّل) الجزيئات، بحيث أن الجسيمات ذات الكتل المتفاوتة تفصل عن بعضها فزيائياً.
من أشهر استخدامات الطاردة المركزية الغازية هو في تطبيقها قي فصل نظير اليورانيوم يورانيوم-235 عن يورانيوم-238 في عملية تخصيب اليورانيوم حيث يتواجد النظيران في اليورانيوم الطبيعي؛ إذ حالياً تستخدم بدل طريقة الانتشار الغازي لتحقيق هذا الغرض.

## شرح العملية
يتكون اليورانيوم الطبيعي بنسبة 3و99%  من اليورانيوم-238 و 7و0% من اليورانيوم-235. ويراد تخصيب اليورانيوم-235 ، بمعنى زيادة نسبة اليورانيوم-235 مثلا إلى نسبة 6و3% بغرض استخدامه لتشغيل مفاعل نووي.
يستخدم اليورانيوم الطبيعي في صورة الكيكة الصفراء وهي سهلة التحويل إلى غاز . ويدخل الغاز ذو النسب الطبيعية من النظيرين إلى اسطوانة الطرد المركزي. فمن دوران الأسطوانة بسرعة وبداخلها الغاز الطبيعي تتباعد جزيئات اليورانيوم-238 (بسبب ثقلها) إلى ناحية جدار الأسطوانة واما اليورانيوم-235  (وهو أخف) فتزيد نسبته قرب محور الدوران . يسحب الغاز من وسط الأسطوانة وقد زادت نسبة اليورانيوم-235 فيه.
اما الغاز المسحوب من قرب جدار الأسطوانة فتكثر فيه نسبة اليورانيوم-238.

## اقرأ أيضاً
- طاردة
- قوة الطرد المركزي
- مفاعل نووي